# Анхель Коміццо
Анхель Коміццо (ісп. Ángel Comizzo, нар. 27 квітня 1962, Реконкіста) — аргентинський футболіст, що грав на позиції воротаря. По завершенні ігрової кар'єри — тренер.
Виступав, зокрема, за клуб «Рівер Плейт», а також національну збірну Аргентини, у складі якої став віце-чемпіоном світу 1990 року.

## Клубна кар'єра
У дорослому футболі дебютував 1982 року виступами за команду клубу «Тальєрес», в якій провів шість сезонів, взявши участь у 77 матчах чемпіонату.
Своєю грою за цю команду привернув увагу представників тренерського штабу клубу «Рівер Плейт», до складу якого приєднався 1988 року. Відіграв за команду з Буенос-Айреса наступні п'ять сезонів своєї ігрової кар'єри. Більшість часу, проведеного у складі «Рівер Плейта», був основним голкіпером команди. За цей час двічі виборював титул чемпіона Аргентини, крім цього здавався в оренду мексиканському «УАНЛ Тигрес» в сезоні 1990/91.
У 1993 році Коміссо перебрався в колумбійську «Америку» з Калі, але показавши там непереконливу гру, повернувся до Аргентини в клуб «Банфілд».
У 1996 році перейшов в мексиканський «Леон», а в 1999 році — в мексиканську «Монаркас Морелія», з яким він завоював чемпіонський титул.
У 2001 році Коміссо повернувся в «Рівер Плейт», у складі якого додав до переліку своїх трофеїв ще два титули чемпіона Аргентини.
Завершив професійну ігрову кар'єру у клубі «Атлетіко Рафаела», за який виступав протягом 2003—2004 років.

## Виступи за збірну
Анхель Коміссо був викликаний у збірну Аргентини на чемпіонат світу 1990 року в Італії як резервний голкіпер після того, як Нері Пумпідо зазнав серйозної травми на самому початку другого матчу групи проти збірної СРСР. Втім Коміссо не видалося випадку з'явитися на полі в якому-небудь з решти 5 матчів Аргентини на турнірі і загалом за збірну Анхель так і не дебютував.

## Кар'єра тренера
Розпочав тренерську кар'єру, повернувшись до футболу після невеликої перерви, 2008 року, очоливши тренерський штаб клубу «Тальєрес».
У вересні 2009 року Анхель Коміссо був запрошений головним тренером мексиканського «Керетаро» Карлосом Рейносо на посаду асистента, а після звільнення Рейносо Коміццо сам двічі працював головним тренером команди.
Згодом 2013 року став головним тренером перуанської команди «Універсітаріо де Депортес», вигравши з командою чемпіонат Перу того ж року.
Наступного року очолював мексиканський «Монаркас», з яким виграв Суперкубок Мексики.
8 березня 2016 року очолив перуанський «Універсідад Сесар Вальєхо», втім через незадовільні результати того ж року покинув клуб.

## Титули і досягнення

### Як гравця
- Чемпіон Аргентини (4):

«Рівер Плейт»: 1989–90, Апертура 1991, Клаусура 2002, Клаусура 2003
- Віце-чемпіон світу: 1990

### Як тренера
- Чемпіон Перу (1):

«Універсітаріо де Депортес»: 2013.